# Liste der Monuments historiques in Plorec-sur-Arguenon
Die Liste der Monuments historiques in Plorec-sur-Arguenon führt die Monuments historiques in der französischen Gemeinde Plorec-sur-Arguenon auf.

## Liste der Bauwerke
| Bezeichnung           | Beschreibung | Standort | Kennzeichnung | Schutzstatus | Datum | Bild           |
| --------------------- | ------------ | -------- | ------------- | ------------ | ----- | -------------- |
| Tumulus La Tour Basse |              | (Lage)   | PA00089449    | Classé       | 1934  | weitere Bilder |

## Liste der Objekte

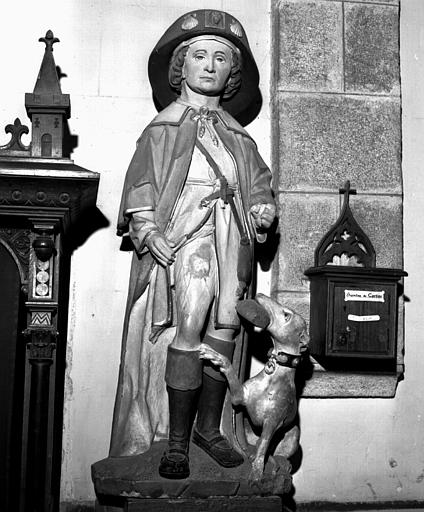
Skulptur des heiligen Rochus (18. Jahrhundert) in der Kirche St-Pierre

- Monuments historiques (Objekte) in Plorec-sur-Arguenon in der Base Palissy des französischen Kultusministeriums